# Бакан Геннадій Михайлович
Геннадій Михайлович Бакан (27 квітня 1936, село Лопатино Пензенської області) – український електрофізик, доктор технічних наук (1981), професор (1991).

## Освіта, життєвий шлях
- 1962 закінчив Ленінградський політехнічний інститут
- 1962–64 інженер на Київському заводі «Радіоприлад»
- 1964–96 в Інституті кібернетики НАНУ: ст.інж., м.н.с., ст.н.с., зав.лаб. (від 1985), завідувач відділом (від 1988)
- 1996–2000 – заступник директора з наукової роботи Інституту космічних досліджень НАН України та НКА України; від 2001 – провідний науковий співробітник Інституту космічних досліджень.

Наукові дослідження в галузі інформатики, технічної кібернетики, теорії систем керування.

## Родина
- Син Бакан Андрій Геннадійович, д.ф.-м.н., провідний науковий співробітник, відділ теорії функцій, Інститут математики НАН України.[1]
- Дочка Сальнікова (Бакан) Наталія Геннадіївна, к.ф.-м.н.

## Праці
- Оценивание начального состояния процесса по линейным наблюдениям в непрерывном времени методом эллипсоидов // КСА. 1995. № 4
- Эллипсоидные алгоритмы гарантированного оценивания и рекуррентный метод наименьших квадратов в задачах фильтрации состояний динамических систем // ПУИ. 1997. № 3
- К задаче синтеза оптимальных алгоритмов размытого оценивания // КСА. 1998. № 4
- Гарантированное оценивание состояний динамических систем методом двустороннего динамического программирования // Там само. 2001. № 1
- Аналитическое конструирование управляемых дискретных систем по неполным данным // ПУИ. 2001. № 3.